# 반포고등학교
반포고등학교(盤浦高等學校)는 대한민국 서울특별시 서초구 반포동에 있는 강남 8학군 공립 고등학교이다.

## 학교 연혁
- 1983년 12월 26일 : 반포고등학교 설립 인가(36학급)
- 1984년 3월 1일 : 초대 김영진 교장 취임
- 1984년 4월 26일 : 개교식
- 1987년 2월 13일 : 제1회 졸업식(졸업생 708명)
- 2015년 8월 13일 : 자율학습실 리모델링
- 2019년 9월 1일 : 제13대 고은정 교장 취임
- 2022년 2월 9일 : 제36회 졸업식(졸업생 283명, 누계 19,230명)
- 2022년 3월 2일 : 신입생 262명 입학

## 참고 자료
- 반포고등학교 - 한국교육학술정보원 학교알리미